# 主
【主】 — китайський ієрогліф. Один з 996 ієрогліфів, обов'язкових для вивчення в японській початковій школі.Дуже часто використовується на письмі в японській мові.

## Значення
1. господар.
1) хазяїн.
2) пан.
3) володар.
4) чоловік.
2. ви (звертання).
3. монарх.
4. голова, начальник, керівник.
5. донька Сина Неба.
6. святилище, кумирня (місце проживання духів).
7. Господь, Бог (в християнстві).
8. вроджена риса.
9. головний, основний, центральний.
10. головним чином, в основному.
11. господарювати, головувати, керувати.
12. захищати(ся).
13. шанувати(ся).
14. зблизити(ся).
15. вогник; світло.
16. (яп.) нусі:
1) ти, ви (суфікс звертання до другої особи).
2) ти, ви (суфікс звертання жінки до чоловіка).
3) синтоїстське божество або дух (володар гори чи лісу).
4) власник (землі, титулу, тощо).

Ключ: 3 (丶 + 4);  Кількість рисок: 5.
Введення ієрогліфа методом цанзє: 卜土 (YG); Введення ієрогліфа чотирикутним методом: 00104. .

## Прочитання
| Китайська         |                   |                   |                   |                 |                 |
| Мандаринська мова | Мандаринська мова | Мандаринська мова | Мандаринська мова | Кантонська мова | Кантонська мова |
| чжуїнь            | піньїнь           | Вейд-Джайлз       | кирилиця          | ютпхін          | Єль             |
| ㄓㄨˇ             | zhǔ (zhu3),       | chu3              | чжу               | zyu2            | jyu2            |

| Корейська |           |               |              |             |            |
|           | хангиль   | стара латинка | нова латинка | Єль         | кирилиця   |
| Звук:     | 주        | chu           | ju           | cwu         | чу         |
| Назва:    | 임금 주인 | imgǔm chuin   | imgeum juin  | imkum cwuin | імгим чуім |

| Японська |                             |                              |                            |
|          | кана                        | латинка                      | кирилиця                   |
| Он:      | しゅ す                     | shu su                       | сю су                      |
| Кун:     | ぬし あるじ おも つかさどる | nushi aruji omo ｔsukasadoru | нусі арудзі омо цукасадору |
| Ім'я:    | かず つかさ もり            | kazu tsukasa mori            | кадзу цукаса морі          |